# Amphibolurus centralis
Espèce
Synonymes
- Physignathus gilberti centralis Loveridge, 1933

Amphibolurus centralis est une espèce de sauriens de la famille des Agamidae.

## Répartition
Cette espèce est endémique du Territoire du Nord en Australie.

## Publication originale
- Loveridge, 1933 : New agamid lizards of the genera Amphibolurus and Physignathus from Australia. Proceedings of the New England Zoological Club, vol. 13, p. 69-72.